# Demonax humerovittatus
Demonax humerovittatus är en skalbaggsart som beskrevs av Dauber 2003. Demonax humerovittatus ingår i släktet Demonax och familjen långhorningar.
Artens utbredningsområde är Sarawak. Inga underarter finns listade i Catalogue of Life.